# Un idiot à Paris
 (avril 2025).
Si vous disposez d'ouvrages ou d'articles de référence ou si vous connaissez des sites web de qualité traitant du thème abordé ici, merci de compléter l'article en donnant les références utiles à sa vérifiabilité et en les liant à la section « Notes et références ».
Pour plus de détails, voir Fiche technique et Distribution.
Un idiot à Paris est un film comique français réalisé par Serge Korber, sorti en 1967.
Inspiré du roman Un idiot à Paris de René Fallet paru en 1966 (aux éditions Denoël), le film offre à Jean Lefebvre le rôle principal d'un film pour la première fois de sa carrière.

## Synopsis
Goubi, bredin (idiot du village) du petit village de Jaligny dans l'Allier, rêve de découvrir Paris et la tour Eiffel. Un jour, après l'avoir fait boire, les deux frères Grafouillières, maraîchers de son village, croyant lui faire une bonne plaisanterie, le conduisent à Paris où il se réveille le lendemain matin. Désorienté, il se perd dans les Halles, affolé par les feux qui passent du vert au rouge. Puis il rencontre naïvement une prostituée rousse surnommée « La Fleur » qui le prend dans sa voiture. Mais le courant ne passe pas et elle l'éjecte.
Errant dans les allées sanglantes du pavillon des viandes, il rencontre Monsieur Dessertine, patron d'un commerce de viande en gros, surnommé l’« empereur de la viande », issu comme lui de l'assistance publique. Intraitable avec son personnel, ainsi qu'avec son entourage, il défend bec et ongles tous ceux qui sont issus de l'assistance publique. Il prend Goubi sous son aile et lui offre sa carte ainsi que sa protection illimitée. Goubi veut réaliser son rêve : voir la tour Eiffel et le Champ-de-Mars. Il y rencontre un étudiant du Quartier latin, un peu escroc, qui veut lui refourguer différents ouvrages. L'étudiant veut se faire offrir un café. Au café, Goubi explique qu'il joue de la musique avec des bidons. Il est arrêté par la police pour trouble à l'ordre public.
En garde à vue, il retrouve « La Fleur » la prostituée qui lui confie son amour des bêtes, des fleurs et de la nature. Goubi à son tour lui parle en termes émus de Charlotte, sa jument, et des grosses plaines de son Bourbonnais. « La Fleur » est toute retournée. La carte de visite de Dessertine permet à Goubi de sortir de garde à vue. « La Fleur » emmène chez elle Goubi, le lave, l'habille. Elle ne se considère plus toute jeune, elle est lasse du métier et elle a de confortables économies. Goubi connaît une ferme à vendre dans son village qu'il décrit comme très belle. Elle lui propose le mariage et le retour à la terre. Il en perd le souffle mais accepte. Il revient dans son village au volant d'une voiture de sport et promettant à sa belle la vie au grand air.

## Fiche technique
- Réalisation : Serge Korber
- Scénario : Serge Korber, Jean Vermorel, Michel Audiard, d'après le roman Un idiot à Paris de René Fallet (éditions Denoël)
- Dialogues : Michel Audiard
- Assistants réalisateur : Jean-Claude Sussfeld, Bernard Guillou, Roger Dallier
- Photographie : Jean Rabier
- Montage : Germaine Lamy, Marie-Claire Korber, assistées de Marie-Claude Carliez, Marie-Thérèse Boiché
- Musique : Bernard Gérard (éditions: Hortensia)
- Chanson "Les cœurs tendres" écrite et interprétée pour le film par Jacques Brel
- Son : Raymond Gauguier
- Cadreur : Claude Zidi, assisté de Pierre Bonis
- Décors : Robert Luchaire
- Costumes : Rosine Delamare
- Maquillage : Monique Archambaud, Billie Bonnard
- Script-girl : Annie Maurel
- Tirage : Laboratoire G.T.C
- Générique : C.T.R
- Enregistrement : Poste Parisien
- Avec la participation de la Samaritaine
- Perruques de Carita
- Régisseur général : Roger Boulais
- Régisseur extérieur : Pierre Lefait
- Comptable : Jean Auvray
- Photographe de plateau : Henri Thibault
- Producteur délégué : Alain Poiré
- Administrateur de production : Guy Azzi
- Directeur de production : Robert Sussfeld, Mireille de Tissot
- Société de production : Société Nouvelle des Etablissements Gaumont
- Pellicule 35mm, couleur par procédé Eastmancolor, Techniscope
- Format : mono, 2.35: Cinemascope
- Année : 1967
- Durée : 90 minutes
- Genre : Comédie
- Visa d'exploitation : 32242
- Date de sortie en salles : 22 mars 1967 (France)
- Affiche : Jouineau Bourduge (France)

## Distribution
- Dany Carrel : Juliette, dite La Fleur
- Jean Lefebvre : Goubi, le « bredin » du village
- Bernard Blier : Léon Dessertine, mandataire en viandes et ancien de l'assistance
- Robert Dalban : Patouilloux, le maire de Jaligny
- Bernadette Lafont : la Berthe Patouilloux, la fille du maire
- Paul Préboist : le gardien du parc public
- Yves Robert : Marcel Pitou, l'évadé des HLM
- André Pousse : Marcel, le chauffeur de taxi
- Jean Carmet : Ernest Grafouillères, transporteur de légumes
- Fernand Berset : Jules Grafouillères, le frère d'Ernest, transporteur de légumes
- Albert Rémy : Rabichon, le restaurateur
- Pierre Richard : un agent de police
- Micheline Luccioni : Lucienne, une prostituée
- Philippe Avron : François Flutiaux, l'étudiant qui vend des journaux
- Lucien Raimbourg : le père Catolle, le patron de Goubi
- Jeanne Pérez : la mère Catolle
- Paul Le Person : Jean-Marie Laprune, un habitant du village
- Hubert de Lapparent : le commissaire Pingeon
- Serge Korber : le passant aux lunettes noires, un garçon de café
- Dominique Zardi : un passant
- Rita Maiden : la marchande de billets
- René Fallet : le militaire à lunettes / le curé de Jaligny
- Robert Gastel : un agent de police et un balayeur
- Jean-Claude Massoulier : un inspecteur
- Claude Evrard : un inspecteur
- Marc Arian : le faux aveugle
- André Badin : Grafouillères, le boucher aux Halles
- Louis Bugette : le gardien aux Halles
- André Dalibert : un agent de police
- Serge Martina : l'amoureux sur le banc / un client du restaurant Rabichon
- Roger Riffard : un habitant de Jaligny
- Gilbert Servien : le serveur du café des Halles
- Jean Minisini : un fort des Halles
- Pascal Fardoulis : un agent au commissariat
- Michel Charrel : un agent au commissariat
- Adrien Cayla-Legrand : un fort des Halles
- Roland Malet : un agent au commissariat
- Toni Morena : un agent au commissariat
- Gaston Meunier : un client du restaurant Rabichon
- Pierre Montbard
- Bernard Papineau

## Production

### Préproduction
Le réalisateur, Serge Korber et le romancier René Fallet, dont est adapté le roman, y font une apparition.

### Distribution
On remarque dans un second rôle, Pierre Richard qui incarne un agent de la police. Dernier rôle au cinéma d'Albert Rémy, décédé deux mois avant la sortie du film.

## Impact dans la culture populaire
Un extrait sonore a été repris en tant que sonal dans l'émission Les Grandes Gueules de la station RMC.

## Similitudes et différences avec le roman
Si l'histoire du film s'inspire directement du roman de René Fallet, le film s'en distancie toutefois sur de nombreux points. Ainsi en est-il des noms : si Juliette est surnommée La Fleur dans le film, son surnom dans le livre est La Tasse. Patouilloux, le nom du Maire dans le film, est dans le roman le nom du domaine sur lequel travaille Goubi. 
Dans le film La Fleur est réellement et sincèrement amoureuse de Goubi, contrairement à l'attachement plus calculateur qu'elle montre dans le roman. En outre, certains personnages du roman, à l'exemple du clochard Bidesque, n'apparaissent pas dans le film. Si dans le film, Marcel Pitou ne tient qu'un rôle anecdotique, il prend une place plus importante dans le roman sous le nom de Marcel Lerche, vu qu'il devient l'employé de Goubi aux Agroulés.
Dans l'ensemble, le film se place davantage dans un registre comique que le roman, mais il montre également des personnages plus tendres et humains, en laissant de côté des moments plus durs du roman, à l'exemple de la scène où une clocharde menace de tuer Goubi, ou de la réception de Goubi dans la famille Flutiaux, bêtes et méchantes gens.

## Box-office
Le film réalise 1 360 642 entrées.

## Lieux de tournage
Les extérieurs n'ont pas été tournés à Jaligny dans l'Allier mais à Bleury, commune située en Eure-et-Loir à la frontière des Yvelines. La première scène du film, après le générique, montre le carrefour menant à droite, vers Bonville et à gauche vers Montlouet et Gallardon. Le viaduc est également visible dans le film.

## Répliques cultes
- Le fameux monologue du patron (Bernard Blier) face au meneur et aux ouvriers voulant faire grève.

« Une grève-surprise ?… Bravo ! Trente tonnes de barbaque sur le carreau alors qu’on crève de faim à Chandernagor ?… Hourra ! Monsieur Graffouillères, vous êtes un meneur et vos p’tits camarades des inconscients ! … Vous semblez oublier, en effet, mes amis, que vous n’êtes que des salariés, c’est-à-dire les êtres les plus vulnérables du monde capitaliste ! … Des chômeurs en puissance ! Le chômage… Hum… Le chômage et son cortège de misères… Y avez-vous pensé ? Finie, la p’tite auto, finies les vacances au Crotoy, fini l’tiercé… C’est pourquoi, mes amis, si vous avez des revendications d’salaire à formuler, vous m’adressez une note écrite et j’la fous au panier, et on n’en parle plus. Nous sommes bien d’accord ? … Alors au boulot… et au plus vite !. »

Autres répliques : 
- Patouilloux dit : " je suis ancien combattant, militant socialiste et bistrot ! c'est t'dire si dans ma vie j'ai entendu des conneries ! Mais des comme ça, jamais !"

- Dans le bar, en dégustant le "cocktail" préparé par les frères Grafouillères, Goubi dit " ce serait plutôt une boisson de femmes ". Cette citation est à rapprocher de celle de Lino Ventura dans "les tontons flingueurs" quand il dit, en dégustant la "boisson bizarre", "faut quand même admettre, c'est plutôt une boisson d'hommes".

- Léon Dessertine (Bernard Blier) interpellant un commissaire devant un prisonnier :

« Cet individu s’appelle Monsieur Goubi. C’est un garçon remarquable. Les blousons noirs prolifèrent, les assassins pullulent, Paris devient la capitale du crime  mais qui emprisonne-t-on ? Les assistés. Vous, un ancien chasseur alpin, un ancien Diable-Bleu, je vous chasse de ma mémoire, Monsieur Pingeon !… »

« Ce n'est pas très beau ce que vous faites monsieur Pingeon de vous attaquer à des assistés.
Ils n'ont pas de parents pour les défendre, eux, pas de Noël, pas de souliers dans la cheminée, pas de joujoux, hein… »